# Joachim Heinrich Campe
Joachim Heinrich Campe (1746-1818) (* Deensen, perto de Holzminden, 29 de Junho de 1746 † Braunschweig, 22 de Outubro de 1818) foi lexicógrafo, linguista, librettista, pedagogo e editor alemão. Foi tutor da família von Humbold e também responsável pela educação de Alexander von Humboldt e Wilhelm von Humboldt. Traduziu para o alemão (1779) a obra "Robinsoe Crusoe" de Daniel Defoe.

## Publicações
- Philosophische Gespräche über die unmittelbare Bekanntmachung der Religion und über einige unzulängliche Beweisarten derselben (1773)
- Robinson der Jüngere (1779)
- Kleine Seelenlehre für Kinder (1780)
- Die Entdeckung von Amerika (1781)
- Allgemeine Revision des gesamten Schul- und Erziehungswesens von einer Gesellschaft praktischer Erzieher (1785)
- Väterlicher Rath für meine Tochter (1789)
- Briefe aus Paris (1790)
- Geschichte der französischen Staatsumwälzung (1792)
- Wörterbuch der deutschen Sprache (1807 ff.)